# 县衙大堂
35°49′10″N 111°16′20″E / 35.81944°N 111.27222°E
县衙大堂位于中国山西省襄汾县汾城镇，原为太平县县衙。
汾城县衙，原为尉迟恭帅府所在地。唐贞观七年，太平县治从北边的古城镇迁来后，县署迁至帅府，坐北朝南，占据县城的东南部。康熙三十四年（1695年）毁于大地震，康熙三十五年（1696年）重建。目前仅存一座大堂，面阔五间。1961年公布为襄汾县文物保护单位。2006年公布为第六批全国重点文物保护单位。